# Paardmakreel
De paardmakreel (Caranx hippos) is een straalvinnige vis uit de familie van de horsmakrelen (Carangidae) en behoort derhalve tot de orde van de baarsachtigen (Perciformes).

## Anatomie
De paardmakreel heeft een wat tapse, stompe kop en een dunne sikkelvormige staart op een smalle staartsteel, die geelachtig van kleur is. Vlak bij de rand van het kieuwdeksel bevindt zich een zwarte vlek. De vis kan tot 1 meter lang en 32 kg zwaar worden. De Paardmakreel is moeilijk te onderscheiden van Caranx latus. De laatste heeft echter een iets spitsere kop, en een helder gele staart.

## Leefwijze
Hun voedsel bestaat uit kleine visjes. Vooraf aan een aanval op een grote school vissen raken ze zeer opgewonden.

## Leefomgeving
De paardmakreel komt in zeewater en brak water voor. Volwassen exemplaren zwemmen vaak alleen en in dieper water en jonge exemplaren in scholen, dichter bij de kust. De vis prefereert een subtropisch klimaat en komt voor in de Grote, Atlantische en Indische Oceaan. Bovendien komt Caranx hippos voor in de Middellandse Zee. De soort leeft op dieptes tussen 1 en 350 meter.

## Relatie tot de mens
De paardmakreel is voor de beroepsvisserij van aanzienlijk belang, maar minder interessant voor zeehengelaars. De soort kan worden bezichtigd in voor een groot publiek toegankelijke aquaria.
Voor de mens is Caranx hippos potentieel gevaarlijk, omdat er vermeldingen van ciguatera-vergiftiging zijn geweest.